# Broadway Junction
Broadway Junction – stacja metra nowojorskiego, na linii A, C, J, L i Z. Znajduje się w jednej z dzielnic Brooklynu - Broadway Junction, w Nowym Jorku i zlokalizowana jest pomiędzy stacjami Rockaway Avenue, Alabama Avenue, Bushwick Avenue – Aberdeen Street oraz Liberty Avenue, Chauncey Street i Atlantic Avenue. Została otwarta 14 czerwca 1885.